# Mace Windu
Mace Windu è un personaggio immaginario dell'universo fantascientifico di Guerre stellari presente nella trilogia prequel e interpretato da Samuel L. Jackson, che lo doppia anche nel film d'animazione Star Wars: The Clone Wars. Nella serie televisiva omonima, è invece doppiato da Terrence Carson in originale, da Alberto Angrisano in italiano.
Come Yoda e Obi-Wan Kenobi, è considerato uno dei più grandi Jedi della storia dell'Ordine. Proveniente dal pianeta Haruun Kal, si oppone fin da subito ad addestrare il giovane Anakin Skywalker, preoccupato dal suo futuro nebuloso. Ha combattutto valorosamente come generale durante le guerre dei cloni, che lo hanno indotto a mettere in discussione le sue convinzioni più solide. Fu uno dei primi membri del consiglio Jedi a cadere vittima del Cancelliere Palpatine, rivelatosi in realtà essere Darth Sidious, il Signore Oscuro dei Sith. La sua abilità e saggezza erano leggendarie, così come il peso delle sue parole.
Creò il Vaapad, la settima forma di combattimento con spada laser e fu il maestro di Depa Billaba (a sua volta Maestra Jedi di Caleb Dume). Il sito IGN lo ha inserito al 30º posto nella "Top 100" dei migliori personaggi di Guerre stellari.

## Concezione e sviluppo

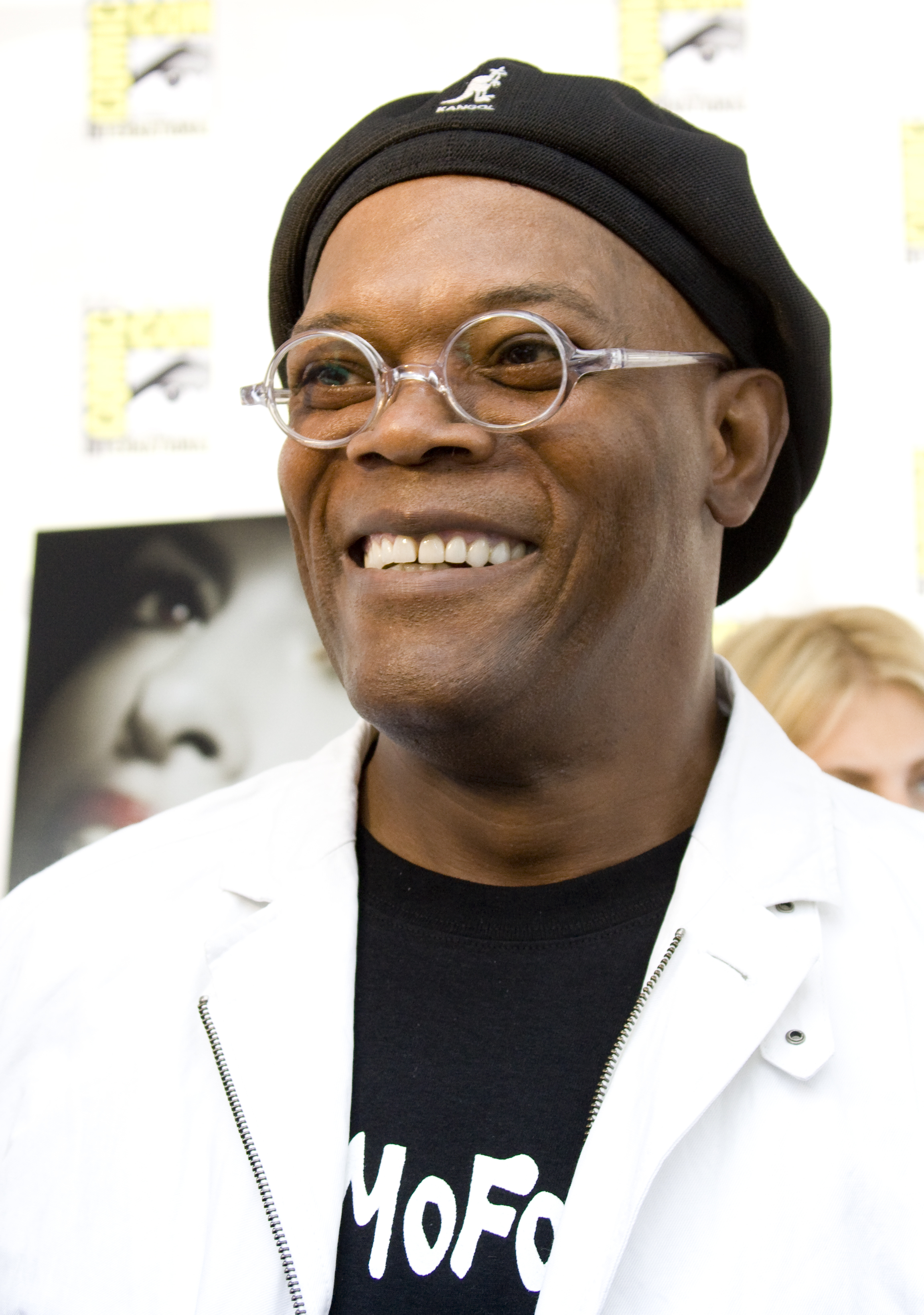
Samuel L. Jackson, interprete di Mace Windu nella trilogia prequel

Sono state sviluppate diverse idee per il personaggio nelle bozze originali di Guerre stellari: è stato pensato come il narratore, amico di Luke Skywalker, fratello di Leila Organa e chiamato Mace Windy. Durante la nuova stesura della storia, il suo personaggio è stato rimosso dalla trilogia originale (Guerre stellari, L'Impero colpisce ancora e Il ritorno dello Jedi), ma è stato reintrodotto nel 1994, quando il creatore della serie George Lucas ha iniziato a scrivere la trilogia prequel.
Dopo che Samuel L. Jackson aveva espresso interesse ad apparire in un film di Guerre stellari, venne contattato dal direttore del casting Robin Gurland del film La minaccia fantasma per interpretare Windu.
Secondo un'intervista al The Graham Norton Show del 28 giugno del 2013, si viene a sapere che la spada laser viola del personaggio è stata una richiesta personale di Jackson a Lucas per farsi convincere a prendere parte ai film, così come un modo per rendere il personaggio unico e facilmente distinguibile. Infatti il colore della sua spada laser, che compare per la prima volta nel film L'attacco dei cloni, è atipico al contrario delle tradizionali blu e verde per i "buoni" e rossa per i "cattivi".
Jackson si disse entusiasta nel filmare la sequenza della propria morte nel film La vendetta dei Sith, in quanto «Windu merita una morte degna di lui. E i duelli sono divertenti da preparare e da girare»; appassionato della saga, l'attore descrisse il proprio personaggio come «in costante evoluzione, è stata un'esperienza grandiosa vedere il suo percorso nei tre film». Durante i primi anni di sviluppo de Star Wars - Il risveglio della Forza, Samuel L. Jackson espresse l'interesse a riprendere il ruolo di Windu come Fantasma di Forza, vista la morte del personaggio nel film La vendetta dei Sith.

## Apparizioni

### Film

#### La minaccia fantasma
La prima apparizione cinematografica di Windu risale al 1999, nel film La minaccia fantasma. Quando il maestro Qui-Gon Jinn portò di fronte al consiglio il giovane Anakin Skywalker, Windu fu uno dei membri del consiglio Jedi ad opporsi immediatamente all'introduzione del ragazzo al credo Jedi. Il Maestro Jedi, inoltre, riferì al consiglio che era stato attaccato su Tatooine da un Signore dei Sith e Windu fu molto scettico al riguardo; fu però uno dei primi a guidare le investigazioni riguardo al presunto ritorno dei Sith, ordinando a Qui-Gon e Obi-Wan Kenobi, allievo di quest'ultimo, di proteggere la regina Amidala durante il suo ritorno al suo pianeta natale Naboo (in cui era in corso un'invasione da parte della Federazione dei Mercanti). In seguito alla morte di Qui-Gon, Mace torna sulla sua posizione, permettendo ad Obi-Wan, appena divenuto Cavaliere Jedi, di prendere Anakin come Padawan e accettando l'idea di Qui-Gon che quel ragazzo fosse il Prescelto della Forza, colui che avrebbe portato l'armonia e l'equilibrio in essa. Ciononostante, da quel momento tiene sempre d'occhio il giovane, essendo comunque sempre dubbioso e preoccupato circa il suo destino. Alla fine, partecipa assieme agli altri membri del consiglio alla celebrazione per la sconfitta della Federazione dei Mercanti su Naboo.

#### L'attacco dei cloni
Il personaggio compare anche nel film del 2002 L'attacco dei cloni. Nel 22 BBY si accende un forte conflitto militare tra la Repubblica Galattica e la Confederazione dei Sistemi Indipendenti. Mandato da Windu e Yoda ad indagare su un mancato attentato alla vita della senatrice Padmé Amidala, Obi-Wan viene catturato su Geonosis dal conte Dooku (nel frattempo passato al Lato Oscuro) e condannato a morte insieme ad Anakin e Padmé, nel frattempo giunti sul pianeta per salvarlo. L'intervento di Windu a capo di molti altri Maestri Jedi salva la vita ai tre e dà inizio a un conflitto nell'arena durante il quale Windu riesce a decapitare Jango Fett, il progenitore dei Clone Trooper. Il conflitto porta alla morte di molti Jedi e i sopravvissuti vengono salvati solo grazie all'arrivo di Yoda a capo dell'Esercito dei cloni al servizio della Repubblica. Durante la successiva battaglia di Geonosis, Windu ne comanda varie squadre che hanno la meglio sulle truppe dei Separatisti.

#### La vendetta dei Sith
Il personaggio è apparso anche nell'ultimo film della trilogia prequel La vendetta dei Sith, uscito nel 2005. Verso la fine della guerra, Windu inizia a sospettare seriamente del cancelliere Palpatine, sostenendo che cominci minacciosamente a essere "circondato" dal Lato Oscuro. Proprio mentre si prepara a portare la notizia della distruzione del generale Grievous al cancelliere, Windu viene informato da Anakin circa una sconcertante verità: Palpatine è in realtà il Signore Oscuro dei Sith Darth Sidious. Assieme a Kit Fisto, Saesee Tiin e Agen Kolar si reca ad arrestare il cancelliere ma, prima di poter reagire, quest'ultimo uccide in pochissimo tempo Kolar, Tiin e Fisto, rimanendo Windu da solo ad affrontare il Sith. Nonostante l'enorme forza dell'avversario, Windu non sembra per niente in difficoltà nello scontro con le spade e riesce a disarmare il Sith e a chiuderlo in un angolo, sconfiggendolo. Tuttavia, l'arrivo di Anakin dà modo al cancelliere di aggredire nuovamente il Maestro Jedi con dei potenti Fulmini di Forza. Windu riesce a respingerli allo stesso Sidious, che rimane sfigurato e senza forze. Poiché Sidious promette ad Anakin di poter salvare la moglie Padmé dalla morte, il giovane Jedi implora il maestro di non ucciderlo ma quest'ultimo, capendo la pericolosità del Signore dei Sith, decide di eliminarlo. Un attimo prima che lo uccida, Anakin mozza la mano armata di Windu, lasciandolo disarmato di fronte alla nuova, potentissima ondata di Fulmini di Forza scagliata da Sidious, che scaraventa il Maestro Jedi giù dalla vetrata, lontano verso i tetti di Coruscant. Con la morte di Windu (uno dei pochi Jedi in grado di sconfiggere Darth Sidious e riportare l'ordine nella Repubblica) ha inizio la Grande Purga Jedi.

#### L'ascesa di Skywalker
In Star Wars - L'ascesa di Skywalker la voce di Windu è presente nel momento in cui Rey chiede aiuto a tutti i Jedi del passato per sconfiggere Palpatine.

### Televisione

#### The Clone Wars
Windu viene confermato anche nel film Star Wars: The Clone Wars del 2008 e nella serie omonima. Durante le guerre dei cloni svolge il ruolo di Alto Generale Jedi su diversi fronti, venendo incaricato di liberare il pianeta Ryloth, occupato da Wat Tambor e dalle forze Separatiste, riuscendoci grazie anche all'aiuto di Anakin, Obi-Wan, Ahsoka Tano e del leader twi'lek Cham Syndulla (22 BBY). Nel 21 BBY gestisce le operazioni di sicurezza del Cancelliere Palpatine su Naboo, in occasione della festa della luce, poiché un gruppo di cacciatori di taglie formato da Cad Bane, Moralo Eval, Embo, Twazzi, Derrown e Rako Hardeen (che era sotto mentite spoglie Obi-Wan) voleva rapire il Cancelliere; Mace riuscì a bloccare Embo e Twazzi ma Palpatine fu rapito da Bane ed Eval, per poi venire definitivamente salvato da Obi-Wan. Nel 20 BBY fu inviato nel sistema di Bardotta assieme a Jar Jar Binks per aiutare la regina Julia (di cui Binks era innamorato) e il suo popolo, poiché molti dei suoi maestri, i dagoyan (sensibili alla Forza), stavano scomparendo misteriosamente. Madre Talzin, la leader delle streghe di Dathomir, volle impossessarsi dell'essenza della Forza di Julia secondo un antico rituale sulla luna Zardossa Stix ma, grazie a Mace che riesce a sconfiggere in duello Talzin e a Jar Jar che salva Julia, il suo piano fallisce.

### Fumetti

#### Figlio di Dathomir
Compare anche nel fumetto canonico del 2014 Darth Maul - Figlio di Dathomir. Nel 20 BBY partecipa insieme ad Aayla Secura alla missione per catturare Darth Maul e Dooku, arrivando all'ultimo momento dopo che i due Sith stavano affrontando Obi-Wan e la maestra Jedi Tiplee dove quest'ultima venne uccisa dal conte. I due Sith poi, assieme al generale Grievous, riescono a mettersi in salvo.

### Legends
Con l'acquisizione della Lucasfilm da parte di The Walt Disney Company nel 2012, la maggior parte dei romanzi e fumetti di Guerre stellari prodotti su licenza sono stati inseriti nel brand Star Wars Legends e dichiarati non canonici al franchise nel mese di aprile del 2014.

#### Shatterpoint
Windu è il personaggio centrale del romanzo di Matthew Stover Shatterpoint, in cui è chiamato sul suo pianeta natale Haruun Kal a sconfiggere la sua ex apprendista Depa Billaba che è passata al Lato Oscuro della Forza. Il romanzo chiarisce che Windu ha il talento unico dello "Shatterpoint", o faglie nella Forza che potrebbero influenzare i destini di alcuni individui o della galassia stessa. L'abilità "Shatterpoint" di Mace gli consente anche di vedere le debolezze delle persone, consentendogli di sfruttare i loro difetti per poterli sconfiggere. Il romanzo spiega anche che Windu è il creatore e possessore di uno stile di spada laser di combattimento chiamato Vaapad (VII forma), in cui ci si avvicina al Lato Oscuro senza essere sedotti. Stover fa riferimento a queste capacità anche nel romanzo La vendetta dei Sith, da lui scritto. Anche senza questo stile unico di combattimento, solo Yoda e Dooku potevano avvicinarsi alla sua grandezza. Tuttavia, con l'uso del Vaapad era tra i più grandi spadaccini del suo tempo, in grado di sconfiggere Darth Sidious in combattimento. È stato anche in grado di sopraffare Dooku in combattimento con spada laser durante la battaglia di Boz Pity, che ha avuto luogo tra L'attacco dei cloni e La vendetta dei Sith.
Oltre Shatterpoint, Windu è apparso in altri romanzi dell'universo espanso, come Cloak of Deception, Darth Maul: Shadow Hunter, Rogue Planet, Outbound Flight, The Cestus Deception, Jedi Trial, Yoda: Dark Rendezvous e Labyrinth of Evil.

#### Clone Wars
Il personaggio compare anche in tutte e tre le stagioni della serie televisiva animata Star Wars: Clone Wars, andata in onda dal 2003 al 2005. Durante le guerre dei cloni svolge il ruolo di Alto Generale Jedi su diversi fronti, svolgendo un ruolo cruciale nel successo alla Battaglia di Dantooine. In quest'occasione guida i cloni in una battaglia contro i droidi separatisti e il loro carro sismico, finendo per distruggere tutti i droidi a mani nude dopo aver perso la sua spada laser. Durante la battaglia di Coruscant, non farà in tempo a salvare il cancelliere Palpatine da Grievous, ma riuscirà a distruggere gli organi interni del droide.

## Personalità
Mace Windu aveva una personalità unica per un Jedi: grazie al suo talento come duellante era molto orgoglioso e sicuro della propria forza, ma teneva in scacco la sua arroganza giungendo a umiliare sé stesso di fronte agli individui che riteneva a sé superiori come Yoda; era inoltre molto coraggioso, avendo rischiato più volte la vita per la Repubblica, ma al tempo stesso sceglieva con estrema cautela di chi fidarsi apparendo per questo remoto e solitario.
Utilizzatore di un linguaggio spesso tagliente, possedeva una vasta cultura ed era a conoscenza della profezia riguardante "il prescelto", ovvero colui che avrebbe portato equilibrio nella Forza: quando Qui-Gon Jinn portò davanti al consiglio Jedi il piccolo Anakin Skywalker, Windu si comportò in maniera particolarmente restia e, pur accettando che il bambino si sottoponesse ai test, nei dieci anni successivi monitorò attentamente i suoi progressi per avere la prova che fosse effettivamente lui l'oggetto della profezia.